# Muse Watson
Muse Watson (ur. 20 lipca 1948 w Alexandrii) – amerykański aktor.

## Filmografia
Aktor
- Czarna tęcza (Black Rainbow, 1989) jako oficer policji
- Blind Vengeance (1990) jako Varsac
- Sommersby (1993) jako włóczęga #1
- Zabójcy (Assassins, 1995) jako Ketcham
- Miłosna rozgrywka (Something to Talk About, 1995) jako Hank Corrigan
- Podróż Augusta Kinga (The Journey of August King, 1995) jako Zimmer
- Akt zdrady (Acts of Betrayal, 1997) jako Trenton Fraser
- Koszmar minionego lata (I Know What You Did Last Summer, 1997) jako Benjamin Willis/Rybak
- Rozstanie (Break Up, 1998)
- Koszmar następnego lata (I Still Know What You Did Last Summer, 1998) jako Ben Willis/Rybak
- If I Die Before I Wake (1998) jako Daryl
- Od zmierzchu do świtu 2 (From Dusk Till Dawn 2: Texas Blood Money, 1999) jako C.W./Szeryf Billy Ray Barnwell
- The Art of a Bullet (1999) jako Kapitan Walters
- Łowczyni piosenek (Songcatcher, 2000) jako Parley Gentry
- Bandyci (American Outlaws, 2001) jako Detektyw Burly
- Hollywood Vampyr (2002) jako Profesor Fulton
- Ostatnia szansa (The Last Cowboy, 2003) jako Otis Bertram
- Christmas Child (2003) jako Jimmy-James
- Season of the Hunted (2003) jako Frank
- Martwe ptaki (Dead Birds, 2004) jako Ojciec
- Frankenfish (2004) jako Elmer
- Dzień bez Meksykanów (A Day Without a Mexican, 2004) jako Louis McClaire
- The Last Summer (2004) jako Jerimiah Shuman
- Skazany na śmierć (Prison Break, 2005) jako Charles Westmoreland
- Dolina iluzji (Down in the Valley, 2005) jako Bill
- House of Grimm  (2005)
- Iowa (2005) jako Szeryf Walker
- Jane Doe: Bolesny upadek (Jane Doe: The Harder They Fall, 2006) jako Kapitan Barnes
- End of the Spear (2006) jako Adolfo
- TiMER (2008) jako Rick
- Small Town Saturday Night (2009) jako Charlie
- Suburban Gothic (2014) jako Ambrose

Aktor gościnnie
- Matlock (1986-1995) jako Policjant patrolujący ulice/Ochroniarz (1993, 1994)
- JAG (JAG, 1995-2005) jako Admirał Fessenden
- Amerykański horror (American Gothic, 1995-1996) jako Sutpen